# Prorates melanderi
Prorates melanderi är en tvåvingeart som beskrevs av Hall 1972. Prorates melanderi ingår i släktet Prorates och familjen fönsterflugor.
Artens utbredningsområde är Kalifornien. Inga underarter finns listade i Catalogue of Life.